# 벌새 (영화)
《벌새》는 2018년 제작된 대한민국의 드라마 영화이다. 김보라의 장편 감독 데뷔작으로 직접 각본을 쓰고 제작과 편집에도 참여했다. 2018 부산 국제 영화제에서 전 세계 최초로 공개되었다.
영화진흥위원회, 서울영상위원회 제작지원과 미국 IFP 내러티브랩, 선댄스영화제 후반작업지원까지 시나리오 단계에서부터 각광을 받았다. 2019년 8월 29일 일반 극장에 공개되어 개봉 55일차인 10월 22일에 13만 관객을 달성했다. 9월 29일 싱가포르 개봉을 시작으로 미국, 캐나다, 대만, 일본, 스웨덴, 터키까지 7개국 판매를 확정했다.

## 줄거리
1994년 서울 대치동. 중학교 2학년 은희는 떡집을 하는 부모님과 언니, 오빠와 함께 살고 있다. 서울대를 목표로 공부하며 툭하면 은희를 때리는 오빠와, 그런 오빠에게만 관심 가지는 부모님, 남자친구와의 연애에만 관심 있는 언니는 집안의 막내인 은희에게 별 관심을 주지 않는다. 은희에게는 그나마 유일한 친구인 지숙과 남자친구인 지완과의 관계에서 활력을 찾는다.
어느 날 은희가 다니는 한문학원에 김영지 선생님이 새로 부임해 온다. 영지 선생님은 다른 어른들과는 달리 은희의 마음을 이해하며 관심을 끈다. 그 무렵 은희네 외삼촌이 갑자기 돌아가시고, 심란한 은희는 장례식장에서 지완에게 연락을 해보지만 닿지 않는다. 며칠 뒤 지완은 다른 여자아이와 노는 모습이 목격된다. 은희는 이후 지숙과 함께 '날라리'의 명소 아베크 노래방에서 놀다가, 학교 후배인 유리를 만난다. 은희를 동경해 왔다는 유리와 은희는 서로 번호를 교환한다. 유리에게 받은 꽃 한 송이를 들고 집으로 돌아온 날 부모님은 밤중에 남자친구를 만난 언니를 두고 부부싸움을 하다가 엄마가 아빠에게 유리스탠드를 던져 피를 흘리게 한다.
은희와 지숙은 문구점에서 물건을 훔쳤다가 주인 사내에게 적발되는데, 사내가 은희네 부모님 직장을 물어보자 지숙이 대답을 해버린다. 댁의 딸이 도둑질을 했으니 경찰을 부르겠다는 사내의 말에 전화 속 아빠의 반응은 시큰둥하다. 사내는 어쩔 수 없이 은희와 지숙을 보내주고, 은희는 부모님 번호를 말해버린 지숙에게 배신감을 느끼고 둘은 사이가 벌어진다. 외톨이가 된 은희는 유리와 노래방을 다니며 조금씩 친해진다. 
은희의 귀 밑에 작은 혹이 생기고, 엄마는 외삼촌이 다녔다는 작은 병원으로 은희를 보낸다. 몇 번을 오가며 수술까지 하는데, 병원에서는 원인을 밝혀내지 못하고 더 큰 병원에 가서야 제거 수술을 받을 수 있게 된다. 아빠는 수술과 부작용 이야기를 듣고 갑작스레 울음을 터뜨린다. 입원이 결정된 뒤 은희는 지숙과 화해를 하고 지완도 미안하다면서 은희를 찾아온다. 입원 직전 은희는 영지 선생님을 찾아가 책을 선물한다. 입원한 은희에게 유리가 걱정스러운 얼굴로 찾아온다. 유리는 은희를 좋아한다고 말하고 둘은 입을 맞춘다. 그 무렵 텔레비전에서 김일성의 사망 소식이 전해진다.
퇴원한 은희는 한문학원에 갔다가 영지 선생님이 갑자기 그만두게 되었다는 소식을 듣는다. 원장 선생님에게 물어 영지 선생님이 짐을 가지러 오는 날을 알게 되지만, 그 날 찾아가 보니 영지 선생님은 이미 가버린 후였다. 시간을 잘못 알려준 원장이 영지 선생님의 험담을 하자 은희는 큰 소리로 반박하며 학원을 그만둬 버린다. 이 때문에 부모님은 은희를 야단치고 은희는 큰 소리로 난동을 피우고, 오빠가 달려들어 은희의 귓방망이를 후려친다. 다음날 병원에서 은희는 고막이 터졌다는 진단을 받는다. 한편 새 학기가 되어 등교한 은희는 유리를 만나 반갑게 인사하지만 유리는 은희를 피한다. 자기를 좋아하는 것 아니었냐는 은희의 말에 유리는 지난 학기 일일 뿐이라고 대답한다.
10월 21일 성수대교 붕괴 사고가 터진다. 은희는 성수대교를 건너 학교를 다니는 언니를 걱정하지만, 다행스럽게도 언니는 그날 버스를 늦게 탄 덕분에 목숨을 건진다. 은희는 영지 선생님으로부터 소포를 받는다. 영지 선생님은 책을 돌려주면서 은희에게 스케치북을 선물하였다. 은희는 소포에 쓰인 주소를 찾아가는데, 영지 선생님은 성수대교 사고로 목숨을 잃은 뒤였다. 어느 새벽 은희는 언니와 언니 남자친구의 차를 타고 몰래 집을 나선다. 세 사람은 강변에 서서 끊어진 성수대교를 바라본다. 이후 수학여행을 가게 된 은희의 모습을 마지막으로 영화가 끝이 난다.

## 캐스팅
- 박지후 : 김은희 역
- 김새벽 : 김영지 역
- 정인기 : 은희아빠 역
- 이승연 : 은희엄마 역
- 박수연 : 김수희 역
- 손상연 : 김대훈 역
- 박서윤 : 전지숙 역
- 정윤서 : 김지완 역
- 설혜인 : 배유리 역
- 형영선 : 외삼촌 역
- 길해연 : 영지엄마 역
- 박윤희 : 담임 역
- 손용범 : 준태 역
- 안진현 : 민지 역
- 김종구 : 새서울의원 의사 역
- 김미향 : 한문학원 원장 역
- 이종윤 : 문구점 주인 역
- 이선주 : 지완 엄마 역
- 정경섭 : 삼성의료원 의사 역
- 백소희 : 간호사 역
- 권귀빈 : 간호사 역
- 김채윤 : 간호사 역
- 김상호 : 장례식 조문객 역
- 이현주 : 장례식 조문객 역
- 김정헌 : 장례식 조문객 역
- 안민영 : 병원 환자 역
- 윤태희 : 병원 환자 역
- 송경아 : 병원 환자 역
- 백금옥 : 병원 환자 역
- 엄경희 : 병원 환자 역
- 정원자 : 병원 환자 역
- 박찬요 : 고돌이 역

## 기타
- 사운드디자인: 한명환
- 미술: 김근아

## 제작
2017년 9월 11일부터 2017년 10월 22일까지 42일간 32회차에 걸쳐 촬영되었다. 은희가 사는 집은 대치동 은마아파트를 한달간의 세트 작업을 거쳐 시대상에 맞게 재구성했다.

## 개봉
2018년 10월 6일 제23회 부산국제영화제에서 처음으로 공개되었다. 2019년 8월 29일, 엣나인필름을 통하여 대한민국 145개 스크린에서 개봉하였다. 2019년 9월 14일에는 싱가포르의 독립·예술 영화 배급사인 안티시페이트 픽처스를 통하여 제한적 상영 형태로 개봉하였다.

## 평가

### 박스오피스
2019년 11월 30일 기준으로 141,310명의 관객과 1,149,065,345원의 매출을 기록하였다. 개봉 첫 주에는 19,378명을 동원하며 주간 박스오피스 12위를 차지하였다. 2주차에는 지난 주 대비 증가한 23,926명을 동원하며 주간 박스오피스 12위 및 독립·예술 영화 부문 1위를 차지하였다. 개봉 13일차인 9월 10일에는 누적관객수 50,497명을 기록하며 5만 관객을 돌파하였다. 3주차에는 28,337명을 동원하며 주간 박스오피스 11위, 누적관객수 73,205명을 기록하였다. 4주차에는 20,162명을 동원하며 주간 박스오피스 10위, 누적관객수 93,366명을 기록하였다.

### 평론가 반응
로튼 토마토에서는 11개 비평을 바탕으로 100%의 평가를 받았다.

## 수상 내역
2018년 부산국제영화제에서 첫 공개된 이후 2020년 6월까지 51개 상을 수상했다.
| 연도 | 시상식                               | 부문                                    | 출처   |
| ---- | ------------------------------------ | --------------------------------------- | ------ |
| 2018 | 제23회 부산국제영화제                | 아시아영화진흥기구(NETPAC)상            | [ 11 ] |
| 2018 | 제23회 부산국제영화제                | KNN관객상(김보라)                       | [ 11 ] |
| 2018 | 제44회 서울독립영화제                | 새로운선택상(김보라)                    | [ 11 ] |
| 2018 | 제44회 서울독립영화제                | 집행위원회특별상(김새벽)                | [ 11 ] |
| 2019 | 제69회 베를린국제영화제              | 대상(제네레이션 14플러스)               | [ 12 ] |
| 2019 | 제18회 트라이베카 영화제             | 최우수 여우주연상(국제장편영화)(박지후) | [ 13 ] |
| 2019 | 제18회 트라이베카 영화제             | 촬영상-국제장편영화(강국현)             | [ 13 ] |
| 2019 | 제18회 트라이베카 영화제             | 최우수 국제장편영화상(김보라)           | [ 13 ] |
| 2019 | 제45회 시애틀국제영화제              | 경쟁 대상                               | [ 14 ] |
| 2019 | 제38회 이스탄불국제영화제            | 국제 경쟁 대상                          | [ 11 ] |
| 2019 | 제9회 베이징국제영화제               | 심사위원 특별 언급상                    | [ 11 ] |
| 2019 | 제35회 LA 아시안 퍼시픽 영화제       | 국제 경쟁 심사위원 대상                 | [ 11 ] |
| 2019 | 제17회 키프로스 영화제               | 심사위원 대상                           | [ 11 ] |
| 2019 | 제48회 키예프 몰로디스트 영화제      | 국제 경쟁 작품상                        | [ 11 ] |
| 2019 | 제48회 키예프 몰로디스트 영화제      | FIPRESCI 심사위원상                     | [ 11 ] |
| 2019 | 제34회 시네마 호베 영화제            | 감독상                                  | [ 11 ] |
| 2019 | 제34회 시네마 호베 영화제            | 음악상                                  | [ 11 ] |
| 2019 | 제34회 시네마 호베 영화제            | 관객상                                  | [ 11 ] |
| 2019 | 제34회 시네마 호베 영화제            | 청소년 심사위원상                       | [ 11 ] |
| 2019 | 제11회 오스틴 아시안 아메리칸 영화제 | 심사위원 작품상                         | [ 11 ] |
| 2019 | 제21회 타이페이 영화제               | 심사위원상                              | [ 11 ] |
| 2019 | 제3회 말레이시아국제영화제           | 감독상                                  | [ 15 ] |
| 2019 | 제3회 말레이시아국제영화제           | 여우조연상                              | [ 15 ] |
| 2019 | 제3회 말레이시아국제영화제           | 촬영상                                  | [ 15 ] |
| 2019 | 제36회 예루살렘국제영화제            | 최우수 장편 데뷔작                      | [ 16 ] |
| 2019 | 제25회 아테네국제영화제              | 최우수 각본상                           | [ 17 ] |
| 2019 | 제20회 베르겐 국제영화제             | 경쟁부문 대상 (공동 수상)               | [ 18 ] |
| 2019 | 제63회 BFI 런던 영화제               | 데뷔작 경쟁부문 특별상                  | [ 19 ] |
| 2019 | 제39회 한국영화평론가협회상          | 신인감독상                              | [ 20 ] |
| 2019 | 제39회 한국영화평론가협회상          | 신인여우상                              | [ 20 ] |
| 2019 | 제39회 한국영화평론가협회상          | 여우조연상                              | [ 20 ] |
| 2019 | 제39회 한국영화평론가협회상          | 국제비평가연맹 한국본부상               | [ 20 ] |
| 2019 | 제39회 한국영화평론가협회상          | 독립영화지원상                          | [ 20 ] |
| 2019 | 하트랜드 필름 페스티벌               | 경쟁 부문 대상                          | [ 21 ] |
| 2019 | 제9회 아름다운예술인상               | 신인예술인(김보라)                      | [ 22 ] |
| 2019 | 제40회 청룡영화상                    | 각본상                                  | [ 23 ] |
| 2019 | 제14회 족자-넷팩아시아영화제         | 최우수 국제장편영화상                   | [ 24 ] |
| 2019 | 제19회 부산영화평론가협회상          | 기술상(강국현)                          | [ 25 ] |
| 2019 | 제27회 대한민국 문화연예대상         | 영화부문 작품상                         | [ 26 ] |
| 2019 | 제16회 홍콩아시안영화제              | 뉴 탤런트 어워드                        | [ 27 ] |
| 2019 | 제6회 한국영화제작가협회상           | 작품상                                  | [ 28 ] |
| 2019 | 제8회 대한민국 베스트 스타상         | 베스트 신인상(박지후)                   | [ 29 ] |
| 2019 | 제19회 디렉터스 컷 시상식            | 비전상(김보라)                          | [ 30 ] |
| 2019 | 제19회 디렉터스 컷 시상식            | 새로운 여자 배우상(박지후)              | [ 30 ] |
| 2019 | 제19회 디렉터스 컷 시상식            | 신인감독상(김보라)                      | [ 30 ] |
| 2019 | 제20회 올해의 여성영화인상           | 감독상(김보라)                          | [ 31 ] |
| 2020 | 제7회 들꽃영화상                     | 여우주연상(박지후)                      | [ 32 ] |
| 2020 | 제7회 들꽃영화상                     | 촬영상(강국현)                          | [ 32 ] |
| 2020 | 제56회 대종상                        | 신인감독상(김보라)                      | [ 33 ] |
| 2020 | 제56회 백상예술대상                  | 영화 부문 감독상(김보라)                | [ 34 ] |
| 2020 | 제56회 백상예술대상                  | 영화 부문 여자 조연상(김새벽)           | [ 34 ] |
| 2020 | 제29회 부일영화상                    | 각본상 (김보라)                         |        |
| 2020 | 제29회 부일영화상                    | 최우수 작품상 (벌새)                    |        |

## 관련 도서
영화에서는 편집된 40여 분가량이 그대로 담긴 오리지널 시나리오와 앨리슨 벡델과의 대화를 담은 동명의 도서가 출간되었다.
- 《벌새》 (아르테(arte)) 2019년 8월 ISBN 978-89509830-3-1

## 같이 보기
- 2019년 대한민국의 영화 목록
- 성수대교 붕괴 사고